# José Güemes
José Güemes (* 8. Oktober 1803 in Salta; † 13. Dezember 1840 ebenda) war ein argentinischer Soldat und Politiker.
Der jüngere Bruder des Generals Martín Miguel de Güemes trat im Kindesalter als Adjutant des Generals Manuel Belgrano in die Nordarmee ein. Juan Martín de Pueyrredón beförderte ihn 1815 zum Leutnant. Später schloss er sich den Truppen seines Bruders an und wurde 1820 zum Oberstleutnant befördert. 1830 nahm er an José Ignacio de Gorritis Kampagne gegen die Provinzen Catamarca und La Rioja teil. 1831 ließ er sich in Tilacra in der Provinz Jujuy nieder. Nach der Absetzung des Gouverneurs Rudencio Alvarado Ende 1831 war er kurze Zeit Gouverneur der Provinz Salta, bis er im Februar 1832 von Caudillo Pablo Latorre abgesetzt wurde.

## Quelle
- Portal de Salta - Efemérides de Salta

| Personendaten    | Personendaten                       |
| ---------------- | ----------------------------------- |
| NAME             | Güemes, José                        |
| KURZBESCHREIBUNG | argentinischer Soldat und Politiker |
| GEBURTSDATUM     | 8. Oktober 1803                     |
| GEBURTSORT       | Salta (Stadt)                       |
| STERBEDATUM      | 13. Dezember 1840                   |
| STERBEORT        | Salta (Stadt)                       |